# William Petersson
Reinhold William Eugen Petersson (Mörbylånga, 6 oktober 1895 – Kalmar, 10 mei 1965), was een Zweeds atleet.

## Biografie
Petersson nam eenmaal deel aan de Olympische Zomerspelen en won bij het verspringen de gouden medaille en de bronzen medaille op de 4x100m estafette.

## Persoonlijke records
| Onderdeel   | Prestatie | Jaar |
| ----------- | --------- | ---- |
| 100 m       | 11,0s     | 1918 |
| Verspringen | 7,39m     | 1926 |

## Palmares

### 4x100 m estafette
- 1920:  OS -

### Verspringen
- 1920:  OS - 7,15m

1896: Ellery Clark ·
1900: Alvin Kraenzlein ·
1904: Meyer Prinstein ·
1908: Frank Irons ·
1912: Albert Gutterson ·
1920: William Petersson ·
1924: William DeHart Hubbard ·
1928: Ed Hamm ·
1932: Ed Gordon ·
1936: Jesse Owens ·
1948: Willie Steele ·
1952: Jerome Biffle ·
1956: Greg Bell ·
1960: Ralph Boston ·
1964: Lynn Davies ·
1968: Bob Beamon ·
1972: Randy Williams ·
1976: Arnie Robinson ·
1980: Lutz Dombrowski ·
1984: Carl Lewis ·
1988: Carl Lewis ·
1992: Carl Lewis ·
1996: Carl Lewis ·
2000: Iván Pedroso ·
2004: Dwight Phillips ·
2008: Irving Saladino ·
2012: Greg Rutherford ·
2016: Jeff Henderson ·
2020: Miltiadis Tentoglou ·
2024: Miltiadis Tentoglou
- Bibliothèque nationale de France: cb16642857h (data)
- International Standard Name Identifier: 0000 0004 5098 8029
- Virtual International Authority File: 316737929